# Mojokerto (regência)
Mojokerto é uma kabupaten (regência) em Província de Java Oriental, na Indonésia sendo sua capital Mojokerto. A regência é delimitado por Lamongan e Gresik no norte, Sidoarjo e Pasuruan no leste, Malang e Batu no sul , bem como Jombang no oeste.
A regência de Mojokerto consiste em 18 kecamatan (subdistrito), que é dividido novamente por um número aldeia e keluharan. Agora, muitos edifícios e escritórios governamentais são transferidos para a cidade Mojosari a oeste da cidade de Mojokerto .
Os bairros da zona sul de Mojokerto são montanhas, sendo os picos o Monte Welirang (3156 m) e o Monte Pearl (2277 m).